# Derailed (película de 2002)
Derailed (Sin control en España, Ataque al tren en Argentina y El Tren De La Muerte en México) es una película de acción de 2002 de Estados Unidos y de Aruba dirigida por Bob Misiorowski y protagonizada por Jean-Claude Van Damme, Tomas Arana y Laura Harring.

## Argumento
Jack Kristoff es un agente secreto. Como tal tiene ahora una última misión. Debe vigilar a una mujer que tiene en su posesión unas probetas de laboratorio con el virus de la viruela, una enfermedad erradicada pero altamente mortal. Jack sigue a la mujer a un tren donde, para su sorpresa, encuentra a toda su familia que quería sorprenderle por su cumpleaños. También les acompañan los enemigos, que quieren conseguir a toda costa los tubos que poseen el virus. Sin embargo, después de un forcejeo, una de las probetas se rompe y el virus se expande por el tren, haciendo que la mayoría de los niños (ninguno vacunado debido a la inexistencia de esta antigua dolencia) y a algunos mayores acaben contagiados por la enfermedad mortal. Jack tendrá por ello que acabar con estos enemigos y tomar la decisión de qué hacer con el tren antes de que llegue a la próxima población.

## Reparto
| Actor                 | Personaje         |
| --------------------- | ----------------- |
| Jean-Claude Van Damme | Jacques Kristoff  |
| Tomas Arana           | Mason Cole        |
| Laura Harring         | Galina Konstantin |
| Susan Gibney          | Madeline Kristoff |
| Lucy Jenner           | Natasha           |
| Jessica Bowman        | Bailey Kristoff   |
| Kris Van Damme        | Ethan Kristoff    |

## Producción
La película fue filmada en diferentes localidades de Sofía, la capital de Bulgaria, y en sus alrededores. Las grabaciones interiores se hicieron en los estudios Boyana, que están en esa ciudad utilizando para ello bastidores, mientras que las grabaciones exteriores se hicieron en la ciudad y sus alrededores, de las cuales la mayoría fueron hechas en la estación principal de la ciudad y en una línea de tren de 11 km de largo que va desde la ciudad hacia sus alrededores.
Para hacer el rodaje se utilizaron trenes germanoorientales que disponía Bulgaria. También cabe destacar, que durante el rodaje Jean-Claude Van Damme se rompió una mano mientras era atropellado por un especialista en la escena de la pelea final.

## Recepción
Hoy en día la película ha sido valorada en portales cinematográficos y por críticos profesionales. En IMDb, con aproximadamente 8400 votos registrados, el filme obtiene una media ponderada de 3,9 sobre 10. En cuanto a Rotten Tomatoes, los más de 5000 votos registrados en ese portal le dieron allí una valoración media de 2,4 de 5, mientras que los 5 críticos profesionales registrados en el portal le dan 2,4 de 10 llegando también al consenso, que la producción cinematográfica es uno de esos cuentos de advertencia familiares y pulposos que dependen en gran medida de coincidencias inverosímiles y giros absurdos.